# Isoura pratti
Isoura pratti är en fjärilsart som beskrevs av Bethune-Baker 1906. Isoura pratti ingår i släktet Isoura och familjen nattflyn. Inga underarter finns listade i Catalogue of Life.